# Dašnica (Aleksandrovac)
Dašnica (Servisch: Дашница) is een plaats in de Servische gemeente Aleksandrovac. De plaats telt 697 inwoners (2002).